# Contea di Stoddard
La contea di Stoddard (in inglese Stoddard County) è una contea dello Stato del Missouri, negli Stati Uniti. La popolazione al censimento del 2000 era di 29 705 abitanti. Il capoluogo di contea è Bloomfield